# Anita Mui
Anita Mui Yim-fong (en xinès simplificat: 梅艳芳; en xinès tradicional: 梅艷芳; Mong Kok, Hong Kong, 10 d'octubre de 1963 – Hong Kong, 30 de desembre de 2003) va ser una cantant i actriu de Hong Kong. Va ser una de les personalitats més influents pel que fa a la música cantopop. Durant la seva carrera va rebre molts premis i honors, la qual cosa li valgué de ser considerada com la diva del cantopop.
Una vegada, Mui va celebrar un concert omplint Hammersmith, Londres, Anglaterra, on va ser batejada com la "Madonna de l'Est" (東方麥當娜), cosa que la va portar a més fama internacional. Aquest títol es va mantenir amb ella al llarg de la seva carrera, tant als mitjans orientals com occidentals.
A la dècada de 1980, l'estil de música gangtai va ser revolucionat pel ball salvatge i la feminitat sobre l'escenari de Mui. Va ser famosa pels seus vestits escandalosos i les seves actuacions d'alta potència en combinació amb veus de contralt, que són poc freqüents en les artistes femenines.
La seva base de fans va arribar molt més enllà de Hong Kong a moltes parts d'Àsia, incloent Taiwan, la Xina continental, Singapur i Malàisia, i també altres països. A la indústria de l'entreteniment de Hong Kong, on sovint les estrelles pugen i cauen ràpidament, Mui va romandre en el punt de mira durant 21 anys (1982-2003). La seva carrera va acabar sobtadament el 2003 quan va anunciar que tenia càncer de coll uterí. Va morir més tard aquell any a l'edat de 40 anys. Aleshores es va entendre que havia desenvolupat la malaltia a causa d'una disposició genètica familiar, ja que la seva germana Ann també havia mort de la mateixa condició l'any 2000 als 40 anys.

## Vida i carrera

### 1963–1978: Early years
Mui va experimentar moltes dificultats en la seva infància. Va néixer al carrer Fa Yuen de Mong Kok, Kowloon, fou la filla petita d'una família de quatre fills. És l'únic fill nascut a Hong Kong de la seva família, ja que els seus germans i germana van néixer a la Xina. La seva mare Mui Tam Mei-kam va néixer a Xiguan a Guangzhou. Va ser una practicant de medicina xinesa, que va obrir la clínica mèdica xinesa Yuet Wah, la universitat de música xinesa i occidental de Wah Geong i una marca de música a Hong Kong. Els seus germans són Mui Kai-Ming (1952–), Mui Tak-Ming (1953–2015) i Ann Mui (1959–2000), que també va ser cantant. Els nens es van criar en una família monoparental. El pare de Mui va morir quan ella era molt jove. En algunes de les seves entrevistes, Mui va esmentar que tenia poc record del seu pare i que la família era molt pobra. Això va significar que va haver d'ajudar a mantenir els seus germans a una edat primerenca, abandonant l'escola als 13 o 14 anys. Més dificultats van colpir la família quan el bar que regentava la seva mare va ser destruït per un incendi. Per guanyar-se la vida, Mui va entrar al món de l'espectacle al voltant dels quatre anys amb la seva germana Ann. Va interpretar òperes xineses i cançons pop als teatres i als carrers. Tant la Mui com la seva germana gran Ann van actuar en pràcticament qualsevol discoteca que els oferia l'oportunitat de guanyar-se la vida.
Als 15 anys, a causa de la freqüència d'actuacions en diferents escenaris (fins a sis locals per dia) que tenia, la seva veu es va veure afectada pel desenvolupament de nòduls a les cordes vocals. Seguint el consell del metge, va prendre un any de descans i per mantenir-se ocupada va assistir a classes d'art amb el seu cosí. Al cap d'un any, va començar a actuar de nou malgrat el canvi en el seu rang vocal, que va baixar la seva veu una octava.

## 1982–1989; 1994–2003: Cant i Actuació
L'any 1982, encoratjada per la seva germana, Mui va competir als primers premis "New Talent Singing". Allà, Mui va tenir un gran descans pel campió emergent amb la cançó The Windy Season (風的季節), originalment cantada per Paula Tsui, superant a més de 3.000 concursants. Malgrat el seu títol de "nou talent" en aquell moment, ja havia estat cantant durant més de 10 anys d'actuacions de carrer i clubs durant la seva infància.
Com a recompensa per guanyar el concurs "New Talent" en aquell moment, el primer àlbum de Mui va ser llançat amb la companyia discogràfica local Capital Artists.
El seu àlbum debut, Debt Heart (心債), va obtenir una resposta tèbia per part del públic. No obstant això, els seus àlbums posteriors, Red (赤色梅艷芳) (1983) i Leaping in the Spotlight (飛躍舞台) (1984) van sortir molt millor, ja que va desenvolupar el seu estil i imatge personals, amb la guia i el suport del dissenyador de moda Eddie Lau. El 1983 i el 1984, va guanyar els premis "RTHK Top 10 Gold Songs back to back".
La seva ratxa de victòries va continuar mentre va guanyar un altre premi important el 1985, el seu primer premi "Jade Solid Gold" a la millor cantant femenina.
A partir de llavors, va guanyar el premi cada any fins a 1989. Va ser guardonada amb els "Gold Songs Gold Awards" (金曲金獎) l'any 1989 per la balada Song of the Sunset (夕陽之歌), que es va convertir en una de les seves cançons insignes al llarg de la seva carrera.
Mui va llançar 50 àlbums en total. El seu àlbum més venut va ser Bad Girl (壞女孩) de 1985, que va vendre més de 400.000 còpies (8x platí segons els estàndards de Hong Kong). En la seva carrera, va vendre 10 milions d'àlbums.
Pel que fa a les actuacions en directe, l'any 1985, amb 21 anys, es va fer el seu primer concert de 15 nits (és així una de les cantants més joves a fer un concert al Coliseu de Hong Kong). A finals de 1987, es va celebrar una sèrie de 28 concerts consecutius al Coliseum fins a principis de 1988. Això va establir un rècord en aquell moment i va batejar Mui com a "Ever Changing Anita Mui" (百變梅艷芳), que s'havia convertit en la seva marca registrada. La seva popularitat també va anar guanyant protagonisme fora de Hong Kong, ja que va ser convidada a cantar a la cerimònia d'obertura dels Jocs Olímpics d'estiu de 1988 a Seül juntament amb Janet Jackson, així com també va interpretar el seu propi solo amb una de les seves cançons d'èxit d'aquell any, Blazing. (Llavis vermells) (烈燄紅唇)". Va actuar en 300 concerts al llarg de la seva carrera. El 1995, Mui va interpretar la cançó Bad Girl (una versió cantonesa de "Strut" de Sheena Easton) a Guangzhou, Xina, on va ser prohibida, ja que es considerava de naturalesa pornogràfica. Les autoritats governamentals de Guangzhou es van indignar quan ella va decidir cantar la cançó l'últim dia del seu concert.
El 1990, durant la celebració del seu aniversari amb el seu club de fans, Mui va anunciar que posaria fi a la recepció de premis musicals per donar una oportunitat als nouvinguts. Va fer concerts de comiat durant 33 nits consecutives abans de retirar-se dels escenaris. Als 28 anys, va deixar la indústria, només per tornar de la jubilació el 1994. Mui va ser mentor de diversos cantants nouvinguts a Hong Kong que des de llavors han tingut èxit, sobretot Andy Hui, Denise Ho, Edmond Leung, la banda Grasshopper i Patrick Tam.
El 1998, als 35 anys, va rebre el premi "RTHK Golden Needle", sent una de les persones més joves que va rebre el premi com a èxit de tota la seva vida.

## 1983–2002: Actuació
Mui també era coneguda com a actriu a tot Àsia, ja que va protagonitzar més de 40 pel·lícules durant un període de 20 anys. Les seves pel·lícules eren principalment de thriller d'acció i arts marcials, però també havia fet papers còmics i dramàtics.
El seu primer premi d'actuació com a actriu secundària es va guanyar als "Hong Kong Film Awards" per la seva actuació a Behind the Yellow Line (1984) al costat de la seva companya icona de Cantopop Leslie Cheung. Tres anys més tard, el 1987, la seva actuació a Rouge de Stanley Kwan, que també va protagonitzar Cheung, li va guanyar el premi a la millor actriu als "Golden Horse Awards", així com als Hong Kong Film Awards el 1989. El mateix any, va protagonitzar al costat de Chow Yun-fat "A Better Tomorrow III: Love & Death in Saigon de Tsui Hark", que inclou la seva emblemàtica balada Song of the Sunset. També va protagonitzar amb Chow Yun-fat la comèdia romàntica de 1988 "The Greatest Lover".
El 1990, va ser elegida per al paper principal de "Kawashima Yoshiko", una pel·lícula biogràfica de l'extravagant espia travestit Yoshiko Kawashima basada en la novel·la de Lilian Lee, que també va ser l'autora de la novel·la i el guió originals de "Rouge". El 1992, va protagonitzar al costat de la icona de la comèdia Stephen Chow a Justice, My Foot!, demostrant el seu calibre en el gènere de la comèdia. També es va emparellar amb Stephen Chow el 1993 a Fight Back to School III. El mateix any, va protagonitzar The Heroic Trio amb Michelle Yeoh i Maggie Cheung, i va resultar ser una de les seves pel·lícules d'acció més populars. El 1994 i el 1995, va trobar cert reconeixement internacional en protagonitzar al costat de Jackie Chan a The Legend of Drunken Master i Rumble in the Bronx. El 1996, va protagonitzar Who's the Woman, Who's the Man amb Leslie Cheung i Anita Yuen en una història d'un triangle amorós de gènere.
Més tard, el 1997, també va guanyar una altra millor actriu secundària als "Hong Kong Film Awards" pel seu paper a Eighteen Springs. L'any 2001, va protagonitzar una altra comèdia de Johnnie To Wu Yen al costat de Sammi Cheng i Cecilia Cheung com el lasciu però encantador Emperador Qi. El 2002, va guanyar els premis Golden Deer del Festival de Cinema de Changchun a la millor actriu amb la seva actuació a July Rhapsody, que va protagonitzar al costat de Jackie Cheung.
Mui va ser elegida originalment per a la House of Flying Daggers de Zhang Yimou (2004), però va dimitir només dues setmanes abans de la seva mort. Zhang havia reservat les seves escenes per ser rodades l'última a causa de la seva mala salut. Per respecte a Mui, Zhang no va triar una altra actriu per al paper i el personatge va ser eliminat del guió. Va rebre una dedicatòria titulada "En memòria d'Anita Mui" (謹以此電影緬懷梅艷芳小姐) durant els crèdits de tancament.
Al llarg de la seva carrera, les revistes sensacionalistes no van perdonar. Els rumors van afectar incansablement Mui, que va ser acusada de tenir tatuatges als braços i d'una cirurgia plàstica, i d'addicció a les drogues, suïcida i relacionada amb la mort d'un líder de la tríada als anys vuitanta i noranta. També van circular rumors d'afers amb actors principals.

## 1989–2003: Política, activisme, filantropia
Mui va assistir a una manifestació local de Hong Kong demanant públicament la democràcia durant les protestes de la Plaça de Tiananmen de 1989 que, segons es diu, van atreure un milió de persones, la qual cosa va portar a la fundació de l'Aliança de Hong Kong en Suport als Moviments Democràtics Patriòtics de la Xina. També va actuar en el concert de Hong Kong de 1989 per a la democràcia xinesa i va prometre no actuar mai més a la Xina continental. Segons les memòries pòstumes de l'activista per la democràcia Szeto Wah, Mui va prestar un important suport financer i material a l'"Operació Yellowbird", per ajudar els activistes a fugir de la Xina després de les protestes de Tiananmen.
Mui també va participar activament en projectes benèfics al llarg de la seva carrera per retribuir a la comunitat. Després de la inundació de l'est de la Xina de 1991, va canviar d'opinió política i va participar amb altres estrelles de Hong Kong en un concert a Pequín per recaptar fons per a les víctimes de la catàstrofe.

La corona vermella tibetana Shamar Rinpoche va dir una vegada: 
| « | "Tenia un cor de veritat. Era una dona poc convencional i va portar la felicitat a molta gent durant la seva vida". | » |

L'alcalde de la ciutat l'any 1992 va nomenar el 18 d'abril com "Dia d'Anita Mui". El 1993, va establir la "Anita Mui True Heart Charity Foundation" (梅艷芳四海一心基金會). Aquell mateix any, també va ser una de les fundadores del "Hong Kong Performing Artistes Guild". La ciutat canadenca de Toronto va declarar el 23 d'octubre de 1993 com el "Dia d'Anita Mui".
Durant l'epidèmia de síndrome respiratòria aguda severa (SARS), va iniciar un concert de recaptació de fons titulat Concert 1:99 per recaptar diners per a famílies afectades pel SARS, que va atreure a famosos famosos com Andy Lau i Jacky Cheung. També va ser guardonada amb el "Premi Fighting Against SARS" de RTHK i el diari Ming Pao. El 2003, va escriure i publicar el llibre El cor de la dona moderna (現代女人心). Els beneficis del llibre es van destinar a la "Children's Cancer Foundation".

## Vida personal
El 1990, Mui va començar a sortir amb Benjamin Lam Kwok-bun, que era membre del Jackie Chan Stunt Team. La relació va acabar tres anys més tard. Malgrat els rumors que sortia amb diversos homes, Mui va romandre soltera la resta de la seva vida.

## Mort i llegat
El 5 de setembre de 2003, Mui va anunciar públicament que tenia càncer de coll uterí, del qual també havia mort la seva germana. Va fer una sèrie de vuit espectacles al Coliseum de Hong Kong del 6 a l'11 de novembre i del 14 al 15 de novembre de 2003, que havien de ser els seus últims concerts abans de la seva mort.
El seu acte simbòlic va ser "casar-se amb l'escenari", que va anar acompanyat de la seva reeixida cançó Sunset Melody (夕陽之歌) quan sortia de l'escenari. L'última cançó que va interpretar a l'escenari va ser Cherish When We Meet Again (珍惜再會時), una interpretació de Let's Just Kiss And Say Goodbye de The Manhattans el 15 de novembre de 2003, on va ser acompanyada pels seus amics al etapa. Finalment va sucumbir a un càncer de coll uterí i va morir de complicacions respiratòries que van provocar una insuficiència pulmonar al Sanatori i Hospital de Hong Kong el 30 de desembre de 2003 a les 2:50 am hora de Hong Kong. Anita tenia 40 anys. Milers de fans van assistir al seu funeral a North Point el gener de 2004. Mui va ser incinerada i les seves cendres estan enterrades al mausoleu del monestir de Po Lin a l'illa de Lantau.
El 1998, una sèrie de televisió produïda per "ATV Forever Love Song" va explicar la història d'un personatge que es va basar vagament en la de Mui, però els noms dels personatges es van canviar a propòsit. El 2007, es va produir una sèrie de televisió a la Xina titulada Anita Mui Fei (梅艷芳菲) per explicar la història de la seva vida. La sèrie de 42 capítols va ser emesa per "China Education Television". Alguns temes, com el seu patiment de càncer, el suïcidi de Leslie Cheung i el dilema immobiliari de la seva mare, es van evitar. Alice Chan va interpretar a Mui a la sèrie.
El 23 de setembre de 2004 es va inaugurar l'"Anita Mui True Heart Digital Multimedia Studio" a la Universitat de Hong Kong. Incloïa equipament d'última generació per a l'edició digital d'àudio i vídeo. "A Causeway Bay", un cafè temàtic d'Anita Mui anomenat "Happiness Moon" (囍月) també està dedicat al seu llegat.
L'11 d'octubre de 2008, un programa de TVB, titulat "Our Anita Mui" (我們的梅艷芳), es va dedicar a Mui. Molts fans i personal fora de l'escenari que van treballar amb ella van tenir l'oportunitat de parlar de les seves experiències personals amb Mui. Entre els cantants que van participar al programa hi havia Andy Hui, Edmond Leung i Stephanie Cheng. El 18 de juliol de 2014, es va inaugurar una estàtua d'Anita Mui a l'Avinguda de les Estrelles de Hong Kong.
El 2019, va ser el tema de la pel·lícula Dearest Anita. La pel·lícula es va centrar en persones les vides de les quals havien estat modelades pel seu treball, inclosos els seus fans i beneficiaris del seu treball filantròpic.
El 2021, va ser retratada al biopic Anita (梅艷芳), dirigit per Longman Leung. Va ser interpretada per la model de Hong Kong Louise Wong.

## Voluntat
En el seu testament, Mui va llegar dues propietats al seu dissenyador de moda, Eddie Lau, i la resta al Karen Trust, un fideïcomís que havia creat i cuidat pels fiduciaris internacionals d'HSBC. Entre els seus beneficiaris hi havia la seva mare, Tam Mei-kam, i quatre nebodes i nebots. El Karen Trust va proporcionar a Tam un arrendament vitalici de 70.000 dòlars HK al mes; a la mort de Tam, la finca aniria a l'Associació Budista Nou Horitzó (妙境佛學會).
El 2005, Tam va rebre un pagament global de 705.000 dòlars HK del fideïcomís al maig. Va sol·licitar i va obtenir una subvenció per dificultats per pagar una despesa mèdica de 50.000 dòlars al desembre; la seva sol·licitud de fons de la propietat per impugnar el testament va ser denegada. El 2008, es va estimar que la propietat de Mui tenia un valor de 100 milions de dòlars HK. Tam Mei-kam va impugnar el testament, argumentant que Mui no estava mentalment apte quan va executar el seu testament el 2003, setmanes abans de la seva mort. L'Alt Tribunal va decidir que Mui era sana quan va signar el testament, i que simplement no confiava diners a la seva mare.
Al llarg dels anys, Tam va presentar diversos desafiaments legals al testament i va aconseguir que l'arrendament vitalici variés a 120.000 dòlars HK. Segons els informes, Tam devia 2 milions de dòlars en costos legals el 2011. Una nova apel·lació del germà gran de Tam i Mui, Peter Mui Kai-ming, va fracassar al Tribunal d'Apel·lació Final el maig de 2011.
Després d'aquesta impugnació, el Tribunal de Primera Instància de Hong Kong va declarar Tam en fallida el 25 d'abril de 2012 per no haver pagat els honoraris legals, alhora que li va permetre continuar rebent el seu subsidi mensual. El gener de 2013, el tribunal va decidir que el lloguer mensual de 120.000 dòlars HK a Tam, suspès des del juliol anterior, continuaria congelat a causa dels deutes creixents de la propietat. El seu germà va ser declarat en fallida el 17 de gener de 2013 per no haver pagat els honoraris legals relacionats amb els recursos. El maig de 2013, el tribunal va ordenar a la finca pagar a Tam 20.000 dòlars HK al mes pels seus costos de vida, així com 240.000 dòlars per liquidar el seu lloguer vençut.

## Premis
- New Talent Singing Awards guanyadora 1982
- Top 10 Jade Solid Gold Premi a la millor cantant femenina 1985–1989
- Top 10 Jade Solid Gold Gold Cançó d'Or Premi d'Or per Sunset Melody (夕陽之歌) 1989
- Hong Kong Film Awards a la millor actriu secundària 1985 per Behind the Yellow Line
- Golden Horse Award a la millor actriu protagonista 1988 per Rouge
- Asia-Pacific Film Festival Awards a la millor actriu protagonista 1988 per Rouge
- Hong Kong Film Award a la millor actriu protagonista 1988 per Rouge
- Hong Kong Film Awards a la millor actriu secundària 1998 per Eighteen Springs
- Golden Bauhinia Awards a la millor actriu secundària 1998 per Eighteen Springs
- RTHK Golden Needle Award 1998
- Golden Deer Awards a la millor actriu 2002 per July Rhapsody